# Langham (Suffolk)
Pour les articles homonymes, voir Langham (homonymie).
Langham est un village et une paroisse civile du Suffolk, en Angleterre.